# Sułkowski III
Sułkowski III (Sułkowski III Książę) – polski herb książęcy, odmiana herbu Sulima. Herb własny rodziny Sułkowskich.

## Opis herbu

### Opis historyczny
Juliusz Ostrowski blazonuje herb następująco:

Na tarczy pięciodzielnej w polu I i IV czarnych – orzeł dwugłowy srebrny, w II i III dwudzielnych w prawem srebrnem i lewem czerwonem – lew po połowie naprzemian pół czerwony i srebrny, w V ściętem od góry złotem – pół orła czarnego z tarczą na piersiach z herbem saskim, od dołu czerwonem – trzy kamienie złote: 2 i 1. Tarczę ogólną pokrywa płaszcz książęcy z mitrą.

### Opis współczesny
Opis skonstruowany współcześnie brzmi następująco:
Na tarczy dzielonej w krzyż pole sercowe z herbem Sulima odmiennym na nim tarcza dzielona w pas, w polu górnym złotym pół orła czarnego z przepaską rucianą w skos, w polu dolnym, czerwonym, trzy kamienie srebrne. W polach I i IV czarnych orzeł dwugłowy złoty z językiem czerwonym; w polu II w słup srebrno-czerwonym lew wspięty w słup czerwono-srebrny; w polu III w słup czerwono-srebrnym lew wspięty w słup srebrno-czerwony w lewo.
Całość otacza płaszcz heraldyczny, podbity gronostajem.
Płaszcz zwieńcza mitra książęca.

## Geneza
Przytoczona przez Juliusza Ostrowskiego, uboższa odmiana należąca do książąt Sułkowskich, pochodząca z herbarza śląskiego. 

## Herbowni
Informacje na temat herbownych w artykule sporządzone zostały na podstawie wiarygodnych źródeł, zwłaszcza klasycznych i współczesnych herbarzy. Należy jednak zwrócić uwagę na częste zjawisko przypisywania rodom szlacheckim niewłaściwych herbów, szczególnie nasilone w czasie legitymacji szlachectwa przed zaborczymi heroldiami, co zostało następnie utrwalone w wydawanych kolejno herbarzach. Identyczność nazwiska nie musi oznaczać przynależności do danego rodu herbowego. Przynależność taką mogą bezspornie ustalić wyłącznie badania genealogiczne.
Pełne listy herbownych nie są dziś możliwe do odtworzenia, także ze względu na zniszczenie i zaginięcie wielu akt i dokumentów w czasie II wojny światowej (m.in. w czasie powstania warszawskiego w 1944 spłonęło ponad 90% zasobu Archiwum Głównego w Warszawie, gdzie przechowywana była większość dokumentów staropolskich). Nazwisko znajdujące się w artykule pochodzi z Herbarza polskiego, Tadeusza Gajla. Występowanie danego nazwiska w artykule nie musi oznaczać, że konkretna rodzina pieczętowała się herbem Sułkowski III. Często te same nazwiska są własnością wielu rodzin reprezentujących wszystkie stany dawnej Rzeczypospolitej, tj. chłopów, mieszczan, szlachtę. Herb Sułkowski III jest herbem własnym, wiec do jego używania uprawniona jest zaledwie jedna rodzina: Sułkowscy.